# Philip Rundstedt
Lorentz Gustaf Philip Rundstedt, född 11 maj 1842 i Nyköping, död 5 april 1924 i Matteus församling, Stockholm, var en svensk ingenjör. 
Rundstedt påbörjade sina studier i Uppsala 1860, var elev vid Bergsskolan i Falun 1865 och avlade avgångsexamen 1866. Han var anställd vid Åkers styckebruk 1867–1871, vid Statens järnvägsbyggnader 1872–1894 och baningenjör vid Stockholms Nya Spårvägs AB 1896–1909. Han tilldelades Vasaorden 1894 och ligger begravd på Norra begravningsplatsen i Stockholm.